# Малое Сокурово
Малое Сокурово — деревня в Гороховецком районе Владимирской области России, входит в состав Денисовского сельского поселения.

## География
Деревня расположена в 7 км на север от центра поселения посёлка Пролетарский и в 35 км на запад от Гороховца.

## История
Деревня выделилась из деревни Большое Сокурово и входила в состав Денисовского сельсовета Вязниковского района, с 1965 года — в составе Гороховецкого района, с 2005 года в составе Денисовского сельского поселения.

## Население
| 2010 | 2021 |
| ---- | ---- |
| 0    | →0   |